# Piirakajärv
Piirakajärv (est. Piirakajärv) – jezioro w gminie Illuka, w prowincji Virumaa Wschodnia, w Estonii. Położone jest na terenie obszaru chronionego krajobrazu Kurtna (est. Kurtna maastikukaitseala). Ma powierzchnię 5 hektarów, linię brzegową o długości 568 m, długość 260 m i szerokość 60 m. Jest otoczone podmokłym lasem. Na zachód od niego przepływa rzeką Vasavere jõgi. Jest jednym z 42 jezior wchodzących w skład pojezierza Kurtna (est. Kurtna järvestik). Sąsiaduje z jeziorami Ratasjärv, Kurtna Suurjärv, Pannjärv, Konnajärv.